# Pietroșani (okręg Ardżesz)
Pietroșani – wieś w Rumunii, w okręgu Ardżesz, w gminie Pietroșani. W 2011 roku liczyła 1370 mieszkańców.